# Keith Sonnier
Keith Sonnier (* 1941 in Mamou, Louisiana; † 18. Juli 2020 in Southampton, New York) war ein amerikanischer Maler und Bildhauer, der durch seine Lichtinstallationen bekannt wurde.

## Leben
Die Mutter von Sonnier, Mae Ledoux, war Floristin. Der Vater, Joseph Sonnier, hatte einen Eisenwarenladen. Er gehörte der frankophonen Bevölkerungsgruppe der Cajun in Louisiana an. Sonnier schloss sein Studium der Kunst und Anthropologie an der University of Southwestern Louisiana in Lafayette 1963 mit dem Bachelor ab. Anschließend ging er nach Paris, wo er malte. Er kehrte in die USA zurück, machte 1966 an der Rutgers University in New Brunswick unter Robert Morris und Robert Watts seinen Master-Abschluss. Dann siedelte er nach New York über.
Er war mit der Bildhauerin Jackie Winsor (1966–1980) und Nessia Leonzini Pope (1987–1998) verheiratet. Aus der zweiten Ehe ging Tochter Olympia Sonnier hervor.
Der Künstler lebte und arbeitete in New York.

## Werk

Route Zenith (1997) im Ronald Reagan Building, Washington D.C.

Seit den späten 1960er Jahren bezog er Neonröhren und Glas, aber auch andere Materialien, wie Fiberglas, Blei, Fett, Latex, Draht und Aluminium, in sein Werk ein und erweiterte damit, gemeinsam mit Dan Flavin, James Turrell und Richard Serra den herkömmlichen Skulpturenbegriff. Er setzte sich jedoch in der Folge von der radikalen Formensprache der Minimalisten ab. Bereits 1968 hatte er eine erste Einzelausstellung in der Galerie Ricke in Köln, 1969 war er auf Harald Szeemanns legendärer Ausstellung When attitudes become form. Live in your head in der Kunsthalle Bern vertreten. Eines seiner frühen Neonobjekte Ba-o-ba #3, Neon mit Transformator und Glas, 230 × 311, 60 cm, befindet sich in der Sammlung des Whitney Museum of American Art in New York. Seit 1970 bezog er Film- und Videokunst in sein Werk ein. Sonnier nahm 1971 an Szeemanns Documenta 5 sowie an der Biennale von Venedig und 1977 an der Documenta 7 in Kassel teil.

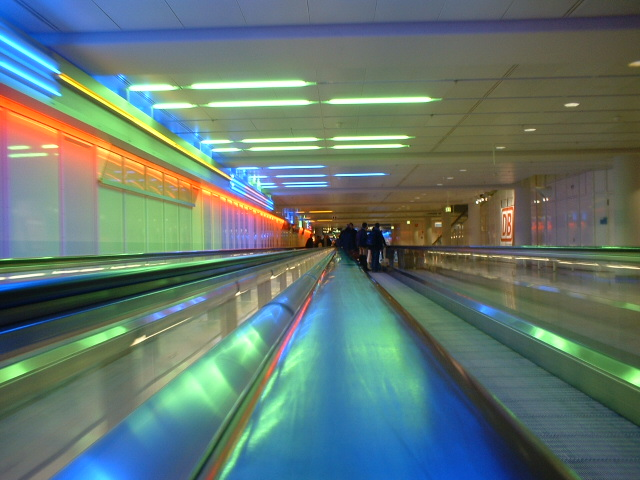
Lichtweg am Münchener Flughafen

Eines der spektakulärsten Werke Sonniers in Europa ist das 1992 eröffnete, über 1,2 Kilometer lange Neonkunstwerk Lichtweg auf der Verbindungsebene 03 des Terminal 1 auf dem Flughafen München. Durch die ständig wechselnden Lichtfarben erscheint die Ebene als Erlebnisraum. Im Zuge der Corona-Pandemie wurde der Terminal 1 vorübergehend stillgelegt und damit auch Lightway abgeschaltet und seitdem nicht wieder in Betrieb genommen. Ein weiteres Werk im öffentlichen Raum in München ist Passage Rot Blau zwischen Angerhof und Jüdischer Gemeinde am St.-Jakobs-Platz.
1999 verwandelte er während der Retrospektive „Environmental Works 1968–1999“ mit einer farbigen Fassadeninstallation das Kunsthaus in Bregenz in ein weithin sichtbares Kunstobjekt. Zur Eröffnung des Zentrums für Internationale Lichtkunst Unna erstellte er 2002 die Installation Tunnel of Tears. In einem Gewölbe ließ er Muranoglas-Leuchtröhren in Form von Tränen in rot und blau von der Decke hängen. Bei Regen bilden sich Pfützen auf dem Boden, sodass sich die Tränen darin spiegeln.

## Einzelausstellungen (Auswahl)
- 2021/2022 Neues Museum Nürnberg: Keith Sonnier. Lightsome
- 2019 April – Oktober Schloss Derneburg / Hall Art Foundation
- 2008 Häusler Contemporary, Zürich: Keith Sonnier. Shelf Works 1975
- 2002 Neue Nationalgalerie, Berlin: Ba–o–Ba Berlin
- 2001 Overbeck-Gesellschaft Lübeck: Zeichnungen und Neonarbeiten
- 1999 Kunsthaus Bregenz, Bregenz: Environmental Works 1968-1999; Marlborough Gallery, New York: Sculpture 1966-1998
- 1989 National Gallery, Washington, DC: Keith Sonnier: Neon; Städtisches Museum Abteiberg, Mönchengladbach: Expanded File Series: 1969-1989
- 1981 Portland Center for the Visual Arts, Portland
- 1979 Museum Haus Lange, Krefeld: BA-o-BA Sel Series
- 1971 Museum of Modern Art, New York: Projects: Keith Sonnier
- 1970 Leo Castelli Gallery, New York (in der Folge regelmäßig); Stedelijk van Abbemuseum, Eindhoven
- 1968 Galerie Rolf Ricke: Keith Sonnier (auch 1971, 1978, 1981, 1987)